# Wanderers
I Wanderers sono un gruppo di personaggi dei fumetti pubblicati da DC Comics. Sono supereroi che comparvero per la prima volta come alleati della Legione dei Super-Eroi in Adventure Comics n. 375, scritto da Jim Shooter e illustrato da Win Mortimer. con copertina di Neal Adams. La DC pubblicò una serie di 13 numeri sulla squadra alla fine degli anni ottanta.

## Storia

### Pre-Crisi
Nella loro prima comparsa, i Wanderers furono introdotti come squadra d'avventura già in azione prima della formazione della Legione. Il loro simbolo era un maṇḍala che il loro leader portava intorno al collo. I Wanderers erano:
- Celebrand - leader e stratega del gruppo.
- Psyche - padrona delle emozioni.
- Quantum Queen - capace di proiettare o di tramutare sé stessa in qualsiasi tipo di energia.
- Elvo - maestro spadaccino che porta con sé una spada d'energia.
- Dartalg - esperto di cerbottane e dardi. Possiede un tipo di dardi diversi per ogni uso, come i dardi esplosivi.
- Ornitho - nato con le ali e in grado di cambiare forma ad ogni altro uccello.
- Immorto - cecchino esperto che non può essere ucciso, dato che il suo corpo ringiovanisce automaticamente.

Dopo aver incontrato la Legione, i Wanderers furono accidentalmente esposti alle radiazioni della Nebula Nefar, che li trasformò in criminali. Rubarono una gemma di valore e affrontarono numerosi Legionari in sfide di forza. La Legione intuì cosa accadde ai Wanderers e invertirono il processo. Le due squadre, così, si divisero come amiche.
I Wanderers ricomparvero come invitati al matrimonio di Duo Damsel e Bouncing Boy, e durante lo scontro con Darkseid.
> Following infos are wrong - not Marvel material at all.
La ri-progettazione dei Wanderers dell'artista Dave Cockrum fu pubblicata su X-Men Anniversary Magazine della Marvel Comics (1993), dove fu mostrato che uno dei membri originali della squadra era Nightcrawler, che Cockrum invece finì per utilizzare come membro degli X-Men dopo che si trasferì alla Marvel.

### Post-Crisi
Nel giugno del 1998, i Wanderers comparvero in una loro serie omonima, scritta da Doug Moench, che vide la pubblicazione di 13 numeri. L'originale artista Steve Dillon ri-progettò i personaggi, tuttavia fu rimpiazzato da Dave Hoover e Robert Campanella che li ridisegnarono. In questa serie, tutti i Wanderers furono uccisi e quindi ricreati da Clonus, il loro mentore Controllore, con poteri maggiori e corpi drasticamente differenti dagli originali, fatta eccezione per Celebrand, per il cui tentativo di clonazione fallì:
- Dartalon (ex Dartalg) - ora mutato in una forma quasi mostruosa, i cui aculei fuoriuscenti dal suo corpo e dalle sue mani come artigli vengono utilizzati come armi.
- Elvar (ex Elvo) - ora proprietario di una spada d'energia che spara esplosioni dettate dalle emozioni.
- Re-Animage (ex Immorto) - ora con il potere di guarire resuscitare anche gli altri.
- Aviax (ex Ornitho) - riottenne i suoi poteri originali.
- Psyche - riottenne il suo nome e suoi poteri originali.
- Quantum Queen - riottenne il suo nome e suoi poteri originali.

I nuovi Wanderers riuscirono infine a svelare il mistero della morte delle loro versioni precedenti, e divennero ufficialmente agenti dei Pianeti Uniti. Nella loro ultima missione, riuscirono a creare un clone del loro ex leader, Celebrand, che optò per seguire misteriosi alieni in un'altra dimensione. Solo Dartalon non fu più visto.

### Cinque Anni Dopo
Dartalon comparve in una pubblicità Silverale in Legion of Super-Heroes vol. 4 dopo gli eventi di "Five Year Gap". Inesplicabilmente, Dartalg fu successivamente visto tra la collezione di prigionieri di McCauley.

### Terza versione
Nella continuità della "terza versione" della Legione dei Super Eroi, i Wanderers erano un gruppo di supereroi "agenti top-secret" creati dai Pianeti Uniti per combattere i Dominatori. Tutti i Wanderers ad eccezione di Mekt Ranzz furono uccisi in combattimento. Mekt perlustrò la galassia per ricreare la squadra e reclutò numerosi eroi, come Polar Boy, Inferno, la Strega Bianca, Nemesis Kid, Plant Lad e molti altri. Mekt tentò anche di reclutare sua sorella, Ligh Lass, così come Karate Kid, Star Boy, Ultra Boy e Mon-El.
Altri membri della squadra inclusero una figura che somigliava molto a Tyr e il co-ordinatore della squadra Tarik.
I membri di questa versione dei Wanderers inclusero:
- Grav - acrobata anti-gravitazionale.
- Inferno - genera calore e luce.
- Jeyra Entinn - telepate Saturno (pianeta)|Saturniana.
- Kid Quake - genera terremoti.
- Kromak - in grado di rimettere insieme parti del corpo.
- Mekt Ranzz - Leader. Genera elettricità.
- Micro Lass - gigante che può ridursi fino a 1.80 m.
- Nemesis Kid - poteri sconosciuti (la versione pre-Crisis poteva manifestare il superpotere di sconfiggere qualsiasi nemico).
- Physo - poteri sconosciuti.
- Plant Lad - accelera la crescita delle piante.
- Polar Boy - rallenta il movimento molecolare.
- Thoom - super-forza.
- Vrax Gozzl - Coluano che possiede un intelletto di decimo livello.
- Strega Bianca - Incantatrice.
- Telekinesis - telecinetica.

### Legione di Terra-247
Dopo gli eventi di Crisi finale: la Legione dei 3 mondi, la Legione post-Ora Zero, il cui universo fu distrutto durante gli eventi di Crisi infinita, decise di viaggiare per il multiverso sotto la guida di Shikari Lonestar nel tentativo di trovare dei sopravvissuti di altri universi perduti. XS e Gates rimasero indietro con la Legione originale, la prima per esplorare il suo nuovo mondo e localizzare i parenti perduti, l'ultimo per fare da voce ai non-umanoidi del gruppo.